# 小行星6526
小行星6526（英語：6526 Matogawa）是一颗围绕太阳公转的小行星。1992年10月1日，圓舘金、渡邊和郎在北见发现了此天体。
这颗小行星的绝对星等为166.81697等。